# Matt (Einheit)
Die Matt, auch Matte, war ein altes großes Flächenmaß und stand für das Maß großer Morgen. Es gab auch den  kleinen Morgen (kleiner Morgen hatte 200 Quadrat-Ruten) oder das Grasen. Beide Maße waren vorrangig in der Herrschaft Jever gebräuchlich. Im Einzelnen galt:
- Binnenland 1 Matt = 300 Quadratruten zu 14 × 14 rheinländ. Fuß = 54,950 Pariser Quadratfuß = 408¼ rheinl. Quadratruten = 4292 Quadratmeter

Die Maßkette war
- 1 Matt = 1½ Grasen = 3 Hundert = 300 Quadratruten = 4292 Quadratmeter
- 1 Grasen = 200 Quadratruten zu 14 × 14 rheinländ. Fuß = 36,633 Pariser Quadratfuß = 272½ rheinländ. Quadratruten
- Polder- oder Grodenland 1 Matt = 120 Quadrat-Ruten = 1716,8 Quadratmeter (Große Morgen)

Polder- oder Grodesland war eingedeichtes, dem Meer abgerungenes Land. Beispiele sind dafür Schillinger Groden (gedeicht 1542), Dovensfelder Groden (gedeicht 1551), Schillinger Groden (gedeicht 1569) und Neufelder Groden (gedeicht 1574). Das letzte gedeichte Land hatte 360 Grasen.
Die Rute wurde hier mit 14 Rheinländischen Fuß gerechnet. Es waren aber auch 18 oder 20 rheinländische Fuß je Rute gebräuchlich, was beim Feldvermessen bedeutende Unterschiede zeigte.